# Hendrik Filips van Bourbon-Orléans

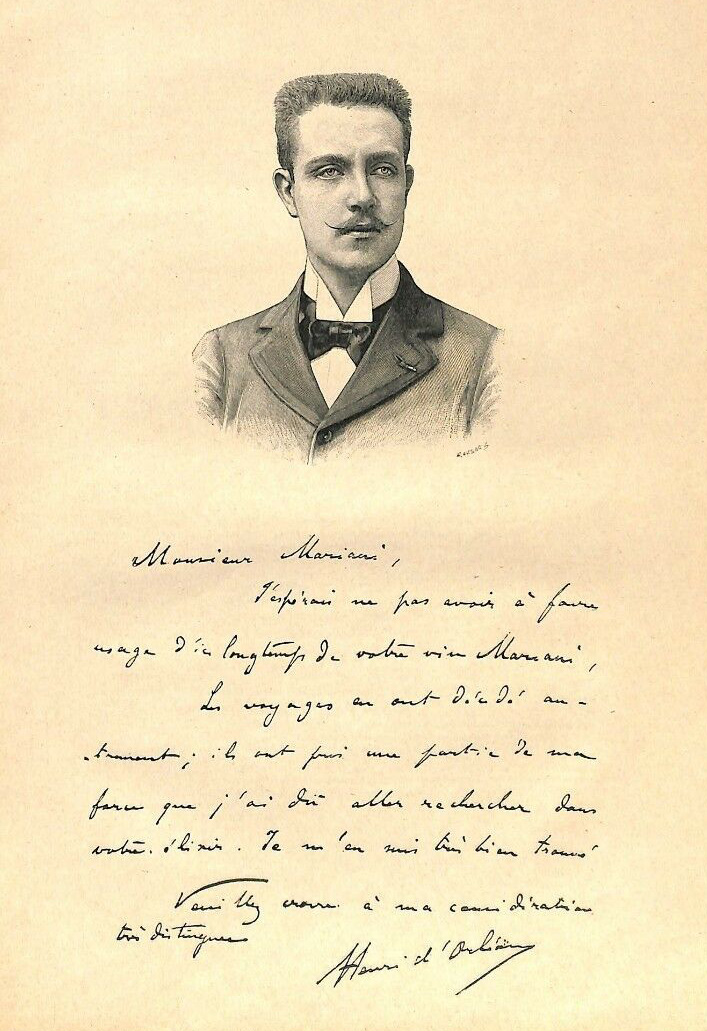
Hendrik van Orléans

Hendrik Filips Maria van Bourbon-Orléans (Ham, 16 oktober 1867 - Saigon, 9 augustus 1901) was een Franse prins uit het huis Bourbon-Orléans. Hij was een gretig reiziger en schilderde.
Hij was het derde kind van Robert van Bourbon-Orléans, hertog van Chartres, en Françoise van Orléans, een dochter van Frans van Orléans en Francisca Caroline van Portugal. Zijn ouders waren volle neef en nicht.
Al op jonge leeftijd vatte hij een liefde op voor reizen en jagen. Samen met de Franse onderzoeker Gabriel Bonvalot, leidde hij al op eenentwintigjarige leeftijd een expeditie naar Centraal-Azië. Deze expeditie werd door Hendriks vader gefinancierd. Hun bevindingen werden neergelegd in het verslag De Paris au Tonkin a travers le Tibet inconnu dat in 1892 door het Parijse Aardrijkskundig Genootschap werd gepubliceerd. Later volgden nog reizen door Afrika en opnieuw naar Azië. In Saigon overleed hij aan de gevolgen van een leveraandoening.